# WWE Encyclopedia: The definitive guide to World Wrestling Entertainment
La WWE Encyclopedia: The definitive guide to World Wrestling Entertainment è un libro di riferimento che caratterizza in modo approfondito e dettagliato le conoscenze della WWE, la più importante azienda di wrestling al mondo.
Il libro ripercorre la storia di quarantacinque anni della WWE e dispone di un elenco di quasi mille wrestler e altre personalità dal 1960 ai giorni nostri. Il libro presenta anche elenchi ufficiali inerenti alla storia dei titoli, dei programmi televisivi e degli eventi in pay-per-view; più in particolare è inclusa una storia approfondita di WrestleMania, l'evento di punta della WWE.

## Sinossi
L'enciclopedia contiene tutti i profili di wrestler e altre personalità del passato e del presente che hanno lavorato per la WWE, così come le storie dei titoli e degli eventi televisivi che la federazione produce e organizza ogni settimana; inoltre l'enciclopedia ci offre un profilo per ogni gimmick impersonata da un wrestler durante la sua carriera. All'interno di questa enciclopedia possiamo trovare anche i profili di tutti coloro che hanno abbandonato la WWE in seguito a un rapporto conflittuale o controverso come per esempio Alundra Blayze, The Ultimate Warrior e Chris Benoit, nonostante la WWE stessa abbia ribadito con fermezza la sua avversione verso Benoit a causa dell'omicidio che quest'ultimo ha commesso ai danni di sua moglie e di suo figlio. Tuttavia i casi di omicidio o suicidio non vengono citati all'interno del libro.

## Stesura
L'enciclopedia è stata scritta a quattro mani da Brian Shields e Kevin Sullivan. La stesura è durata complessivamente più di un anno e solo la WWE ha deciso chi poteva essere incluso nel libro. Gli autori Shields e Sullivan hanno inoltre rivelato di essersi spesso divisi i compiti per poter gestire meglio il carico di lavoro perché intenti a creare un'enciclopedia di dimensioni massicce con 366 pagine al suo interno.

## Accoglienza
Il libro ha debuttato sul quotidiano The New York Times classificandosi decimo, per poi scendere all'ottava posizione. Ha ricevuto per lo più recensioni positive, con Bob Kapur del sito web SLAM! Wrestling che si è mostrato favorevole al libro affermando che "è solo il biglietto per i fan alla ricerca di un viaggio nella memoria". Kapur ha infine lodato il libro per l'inclusione di wrestler meno conosciuti, ma al tempo stesso lo ha anche criticato per l'assenza di tag team di un certo spessore, come ad esempio i Can-Am Express (Doug Furnas e Philip Lafond). Simon Rothstein del Sun ha dichiarato: "Non posso sottolineare quanto sia divertente leggere questo libro".